# Robert Ehrlich
Robert Leroy „Bob” Ehrlich, Jr. (ur. 25 listopada 1957) – amerykański polityk, republikanin. W latach 1995–2003 był przedstawicielem drugiego okręgu wyborczego w stanie Maryland w Izbie Reprezentantów Stanów Zjednoczonych, a w latach 2003–2007 pełnił funkcję gubernatora stanu Maryland. W 2006 roku ubiegał się o reelekcję na to stanowisko, ale wybory przegrał z kandydatem demokratów, Martinem O’Malleyem.